# Portrait de Rita de Acosta Lydig assise
Le Portrait de Rita de Acosta Lydig assise est une peinture à l'huile sur toile (180,4 × 109,9 cm) du peintre italien Giovanni Boldini datée de 1911. Elle fait aujourd'hui partie de la Collection de Mr and Mrs James Coleman.

## Histoire
Mécène et collectionneuse d'art antique, Rita de Acosta Lydig est l'une des protagonistes les plus excentriques de la Belle Époque. Elle fut aussi célèbre pour son imposante garde-robe, aujourd'hui conservée au Metropolitan Museum of Art à New York, et pour sa collection de cent cinquante paires de chaussures signées Pierre Yantorny. Lors de ses fréquents voyages à Paris, elle descendait au Ritz, toujours accompagnée de nombreux domestiques et d'une quarantaine de malles Vuitton. 

## Analyse
Dans ce portrait, la légère robe de soie de la maison Chéruit est relevée pour laisser apparaître les bas noirs de Rita de Acosta Lydig et ses fameuses chaussures. Par une extrême luminosité des tons, Boldini exalte la carnation parfaite du modèle, qui lui valut le surnom de « dame d'albâtre », encore renforcée par sa chevelure d'un noir très sombre. Enfin, le peintre exploite pleinement les possibilités de la figure serpentine, créant un mouvement ondulant depuis le cou de cygne du modèle, passant par ses longs bras et finissant par la torsion de ses jambes .